# Юмзеньга
Юмзеньга — река в Шенкурском районе Архангельской области, левый приток реки Вага (бассейн Северной Двины). Берёт начало из озера Юмгозеро. На всём течении реки ширина русла не превышает 10 метров. В низовьях течёт через старые русла реки Ваги и соединяется протокой с озером Еропульским. Примерно в 8 километрах от устья реку пересекает автодорога М8.
Длина реки — 22 км.
В водах Юмзеньги обитает щука, окунь, плотва.
В нижнем течении реки, при пересечении с автодорогой М8 находятся деревни Кузнецовская, Ивановская и Кузьминская Муниципального образования «Никольское».

## Данные водного реестра
По данным государственного водного реестра России и геоинформационной системы водохозяйственного районирования территории РФ, подготовленной Федеральным агентством водных ресурсов:
- Бассейновый округ — Двинско-Печорский
- Речной бассейн — Северная Двина
- Речной подбассейн — Северная Двина ниже места слияния Вычегды и Малой Северной Двины
- Водохозяйственный участок — Вага

## Топографическая карта
- Лист карты P-38-61,62 Шенкурск. Масштаб: 1 : 100 000. Указать дату выпуска/состояния местности.